# Sigtryggur Baldursson
Sigtryggur Baldursson, född 2 oktober 1962, är en isländsk sångare och trumslagare.

## Biografi
Sigtryggur föddes i Norge 1962 till isländska föräldrar. Han är medgrundare till den isländska musikgruppen The Sugarcubes och har även spelat med grupper som Kukl, Þeyr, Headpump, Bradley Fish och Reptile Palace Orchestra. Han har även spelat in och uppträtt under namnet Bogomil Font. Sigtryggur har under en längre tid varit en ledande profil inom den isländska punk och alternativa musicscenen och är idag (2015) VD för musikorganisationen Iceland Music Export.
Sigtryggur har skrivit musiken till filmerna Takedown (2000), One Point O (2004) och Rokland (2011) samt medverkat som trumslagare i den brittiska videokonstnären Chris Cunninghams kortfilm Monkey Drummer från år 2000.